# Ascarophis slankisi
Ascarophis slankisi is een rondwormensoort uit de familie van de Cystidicolidae. De wetenschappelijke naam van de soort is voor het eerst geldig gepubliceerd in 1987 door Soloveva.